# グームベイ
グームベイ(英語：Goombay)はバハマの音楽の一種で、その演奏に用いる太鼓も指す。グームベイ・ドラムは膜鳴楽器で、打面は山羊皮で、膝に挟んで手やスティックで演奏する。バハマで最も有名な奏者はブレーク・アルフォンソ・ヒッグスで、首都ナッソーのリンデン・ピンドリング国際空港で何年も演奏している。

## 音源
Bahamas Goombay 1951 - 1959 (Frémeaux et Associés FA5302, 2011) 